# Sawo (Dukun)
Sawo is een bestuurslaag in het regentschap Gresik van de provincie Oost-Java, Indonesië. Sawo telt 3343 inwoners (volkstelling 2010).